# Сатурн (премія, 1997)
23-тя церемонія вручення нагород премії «Сатурн» за заслуги в царині кінофантастики, зокрема в галузі наукової фантастики, фентезі та жахів за 1996 рік, яка відбулася 23 липня 1997 року.
Цього року додані 3 нові телевізійні категорії: «найкращий телесеріал, зроблений для кабельного телебачення», «найкращий телеактор» та «найкраща телеакторка».

## Лауреати і номінанти

### Фільми
| Найкращий молодий актор чи акторка | Найкращий актор |
| --- | --- |
| - Лукас Блек – за роль Френка Вітлі у фільмі Вигострене лезо - Кевін Бішоп – за роль Джима Гокінса у фільмі Острів скарбів Маппет - Джеймс Дюваль – за роль Мігеля у фільмі День незалежності - Лукас Гаас – за роль Річчі Норріса у фільмі Марс атакує! - Джонатан Тейлор Томас – за роль Піноккіо у фільмі Пригоди Піноккіо - Мара Вілсон – за роль Матильди Вормвуд у фільмі Матильда                            | - Едді Мерфі – за роль професора Шермана Клампа у фільмі Божевільний професор - Майкл Джей Фокс – за роль Френка Бенністера у фільмі Страшили - Джефф Голдблюм – за роль Девіда Левінсона у фільмі День незалежності - Білл Пекстон – за роль Білла Хардінга у фільмі Смерч - Вілл Сміт – за роль капітана Стівена Гіллера у фільмі День незалежності - Патрік Стюарт – за роль Жана-Люка Пікара у фільмі Зоряний шлях: Перший контакт                                                             |
| Найкраща акторка | Найкращий актор другого плану |
| - Нів Кемпбелл - за роль Сідні Прескотт у фільмі Крик - Джина Девіс – за роль Саманти Кейн/Чарлін Белтімор у фільмі Довгий поцілунок на добраніч - Джина Гершон – за роль Коркі у фільмі Зв'язок - Гелен Гант – за роль доктора Джоанн "Джо" Гардінг у фільмі Смерч' - Френсіс Мак-Дорманд – за роль слідчої Мардж Ґандерсон у фільмі Фарґо - Пенелопа Енн Міллер – за роль доктора Марго Грін у фільмі Реліквія    | - Брент Спайнер - за роль Дейта у фільмі Зоряний шлях: Перший контакт - Джеффрі Комбс – за роль Мілтона Даммерса у фільмі Страшили - Едвард Нортон – за роль Аарона Стемплера у фільмі Первісний страх - Джо Пантоліано – за роль Сезара у фільмі Зв'язок - Брент Спайнер – за роль доктора Бракіш Окун у фільмі День незалежності - Скіт Ульріх – за роль Біллі Луміса у фільмі Крик |
| Найкраща акторка другого плану | Найкращий режисер |
| - Аліса Кріге – за роль королеви боргів у фільмі Зоряний шлях: Перший контакт - Файруза Балк – за роль Айси у фільмі Острів доктора Моро - Дрю Беррімор – за роль Кейсі Бекер у фільмі Крик - Гленн Клоуз – за роль Марші Дейл у фільмі Марс атакує! - Пем Ферріс – за роль Агати Транчбол у фільмі Матильда - Вівіка Фокс – за роль Жасмін Дуброу у фільмі День незалежності - Дженніфер Тіллі – Зв'язок as Violet | - Роланд Еммеріх – День незалежності - Тім Бертон – Марс атакує! - Джоел Коен – Фарґо - Вес Крейвен – Крик - Джонатан Фрейкс – Зоряний шлях: Перший контакт - Пітер Джексон – Страшили |
| Найкращий костюм | Найкращі спецефекти |
| - Зоряний шлях: Перший контакт – Дебора Евертон - Серце дракона – Томас Кастерлайн, Анна Б. Шеппард - Втеча з Лос-Анджелеса – Робін Мішель Буш - День незалежності – Джозеф Е. Порро - Марс атакує! – Колін Етвуд - Ромео+Джульєта – Кім Баррет | - День незалежності – Фолкер Енгель, Клей Пінні, Дуглас Сміт, Джо Віскоціл - Серце дракона – Скотт Сквайрс, Філ Тіппет, Джеймс Страус, Кіт Вест - Страшили – Вес Такахаші, Чарлі МакКеллан, Річард Тейлор - Марс атакує! – Джим Мітчелл, Майкл Л. Фінк, Девід Ендрюс, Майкл Лантьєрі (Industrial Light & Magic (ILM), Warner Digital Studios) - Зоряний шлях: Перший контакт – Джон Нолл (Industrial Light & Magic (ILM)) - Смерч – Стефен Фангмайєр, Джон Фрейзер, Хабіб Заргарпур, Генрі Лабаунт |
| Найкраща музика | Найкраще відеовидання |
| - Денні Ельфман - Марс атакує! - Девід Арнольд – День незалежності - Ренді Едельман – Серце дракона - Денні Ельфман – Страшили - Джеррі Голдсміт – Зоряний шлях: Перший контакт - * Нік Гленні-Сміт, Ганс Циммер та Гаррі Греґсон-Вільямс – Скеля | - Прибуття - Машина - Книга Мертвих - Помста Піноккіо - Тремтіння землі 2: Повторний удар - Усередині Скелі |
| Найкращий сценарій | Найкращий фентезійний фільм |
| - Кевін Вільямсон – Крик - Браннон Брага та Рональд Мур – Зоряний шлях: Перший контакт - Дін Девлін та Роланд Еммеріх – День незалежності - Джонатан Джемс – Марс атакує! - Вачовскі – Зв'язок - Френ Волш та Пітер Джексон – Страшили | - Серце дракона - Матильда - Пригоди Піноккіо - Горбань із Нотр-Дама - Джеймс і гігантський персик - Божевільний професор - Феномен |
| Найкращий фільм жахів | Найкращий науково-фантастичний фільм |
| - Крик - англ. Cemetery Man - Чаклунство - англ. Curdled - Страшили - Реліквія | - День незалежності - Втеча з Лос-Анджелеса - Острів доктора Моро - Марс атакує! - Таємничий науковий театр 3000 - Зоряний шлях: Перший контакт |
| Найкращий пригодницький фільм, бойовик чи трилер | Найкращий грим |
| - Фарґо - Зв'язок - Місія нездійсненна - Викуп - Скеля - Смерч | - Божевільний професор – Рік Бейкер і Девід Лерой Андерсон - Страшили – Рік Бейкер і Річард Тейлор - Острів доктора Моро – Стен Вінстон і Шейн Махан - Мері Райлі – Дженні Ширкор і Пітер Оуен - Зоряний шлях: Перший контакт – Майкл Вестмор, Скотт Уілер and Джейк Гарбер - Той, що худне – Грег Кенном |

### Телебачення
| Найкращий телесеріал | Найкращий телесеріал, зроблений для кабельного телебачення |
| --- | --- |
| - Цілком таємно (Fox) - Темні небеса (NBC) - Ранковий випуск (CBS) - Тисячоліття (Fox) - Сімпсони (Fox) - Вир світів (Fox) | - За межею можливого (Showtime) - Вавилон-5 (Syndicated) - Горець (Syndicated) - Нові пригоди Робін Гуда (TNT) - Полтергейст: Спадщина (Showtime) - Зоряний шлях: Глибокий космос 9 (Syndicated) |
| Найкраща телепостановка | |
| - Доктор Хто (Fox) - Чужа нація: Ворог всередині (Fox) - Звір (NBC) - Кентервільський привид (ABC) - Пригоди Гуллівера (NBC) - Лотерея (NBC) | |
| Найкращий телеактор | Найкраща телеакторка |
| - Кайл Чендлер – Ранковий випуск (CBS) за роль Гері Хобсона - Ейвері Брукс – Зоряний шлях: Глибокий космос 9 (Syndicated) за роль Бенджаміна Сиско - Ерік Клоуз – Темні небеса (NBC) за роль Джона Ленгарда - Девід Духовни – Цілком таємно (Fox) за роль Фокса Малдера - Ленс Генріксен – Тисячоліття (Fox) за роль Френка Блека - Пол Мак-Ґанн – Доктор Хто (Fox) за роль Восьмого Доктора | - Джилліан Андерсон – Цілком таємно (Fox) за роль Дейни Скаллі - Клаудія Крістіан – Вавилон-5 (Syndicated) за роль Сьюзани Іванової - Мелісса Джоан Гарт – Сабріна — юна відьма (ABC) за роль Сабріни Спелман - Люсі Лоулес – Ксена: принцеса-воїн (Syndicated) за роль Ксени - Гелен Шейвер – Полтергейст: Спадщина (Showtime) за роль Рейчел Корріган - Меган Уорд – Темні небеса (NBC) за роль Кімберлі Саєрс |

### Особливі нагороди
| Нагорода                                                  | Лауреати                         |
| --------------------------------------------------------- | -------------------------------- |
| Спеціальна нагорода (Special Award)                       | • Зоряні війни – до її 20-річчя. |
| Нагорода імені Джорджа Пала (George Pal Memorial Award)   | • Кетлін Кеннеді                 |
| Премія за життєві досягнення (Lifetime Achievement Award) | • Діно де Лаурентіс              |
| Премія за життєві досягнення (Lifetime Achievement Award) | • Джон Франкенгаймер             |
| Премія за життєві досягнення (Lifetime Achievement Award) | • Сильвестр Сталлоне             |
| Президентська нагорода (President’s Award)                | • Біллі Боб Торнтон              |
| Нагорода за заслуги (Service Award)                       | • Едвард Рассел                  |